# Honda CB 650
La Honda CB 650 è una famiglia di motociclette prodotta dalla casa motociclistica giapponese Honda dal 2013, caratterizzata dal motore con cilindrata da 649 cc e frazionamento a quattro cilindri in linea.

## Profilo e contesto
La gamma all'esordio comprendeva la CB650F (versione naked) e la sportiva CBR650F.
Presentate ad EICMA nel 2013, le moto hanno un nuovo telaio in acciaio a doppia trave e un nuovo motore a quattro cilindri in linea con una corsa allungata che aumenta la cilindrata a 649 cc (alesaggio 67 mm e corsa di 46 mm) distribuzione DOHC a 16 valvole e raffreddato a liquido. I collettori di scarico laterali sono articolati nello schema quattro in uno. Honda ha apportato importanti aggiornamenti tecnici ed estetici alla gamma nel 2017.
Nel novembre 2018 all'EICMA di Milano, Honda ha annunciato la naked CB650R e la sportiva CBR650R con la nuova carenatura in stile Fireblade; entrambe hanno ricevuto importanti aggiornamenti sia al telaio che al motore.

## Storia ed evoluzione

### CB650F/CBR650F (2013-2018)

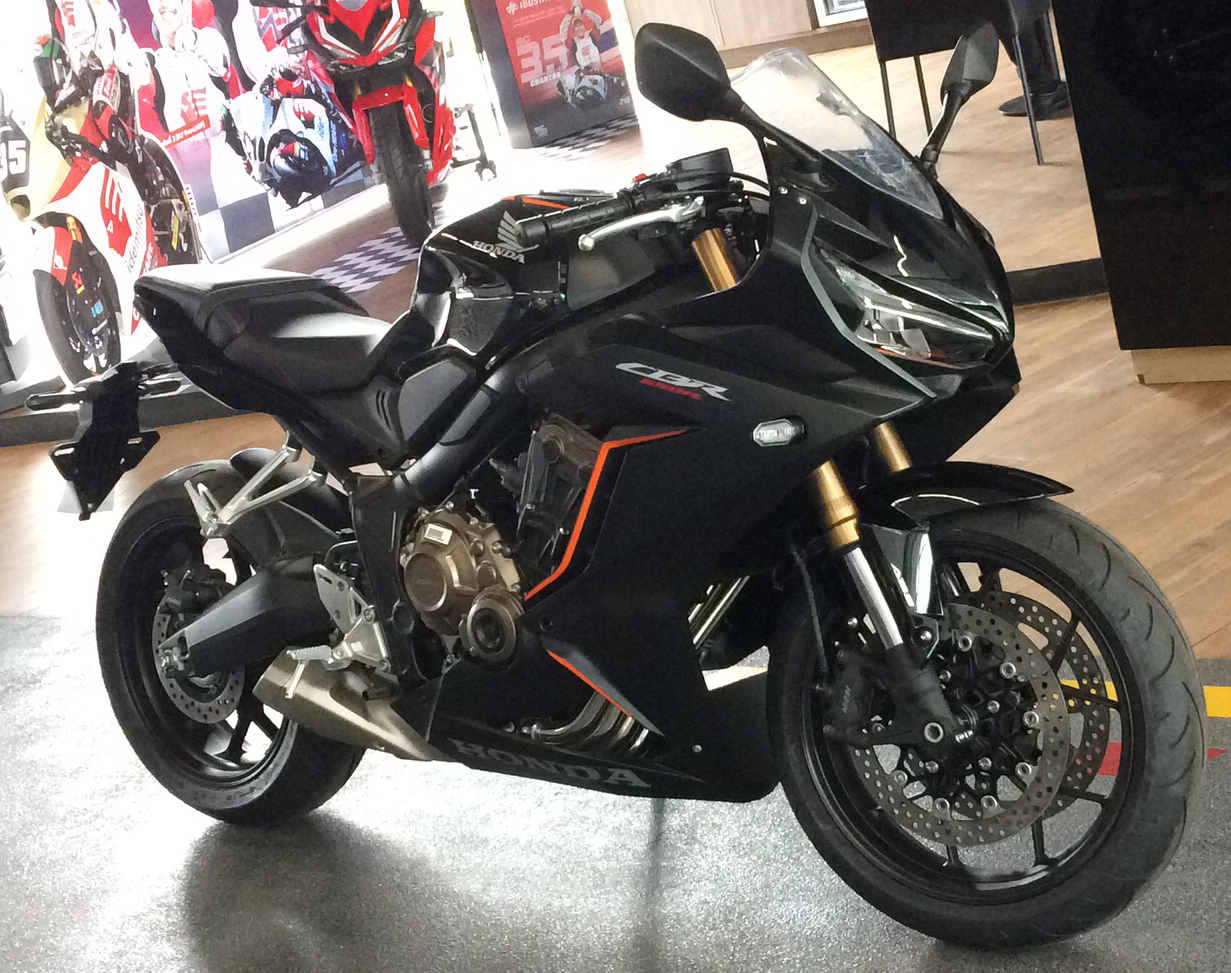
CBR650R 2021

Successore della Hornet CBR600F e della CBR600F, la CB 650 è disponibile sia in versione "naked", la CB650F, che in versione sportiva con carenatura completa, la CBR650F. Lo stile riprende quello della 600F, con un singolo fanale trapezoidale anteriore.
Nel 2017 arriva il restyling di la mezza carriera con la nuova combinazione di colorazioni, l'adeguamento dei motori alla normativa sulle emissioni Euro 4, il colore del monoblocco è cambiato da nero a bronzo, fari a LED, presa d'aria aggiornata, Sospensione anteriore Showa Dual Bending Valve (SDBV) e ABS di serie.

### CB650R/CBR650R (2019-)

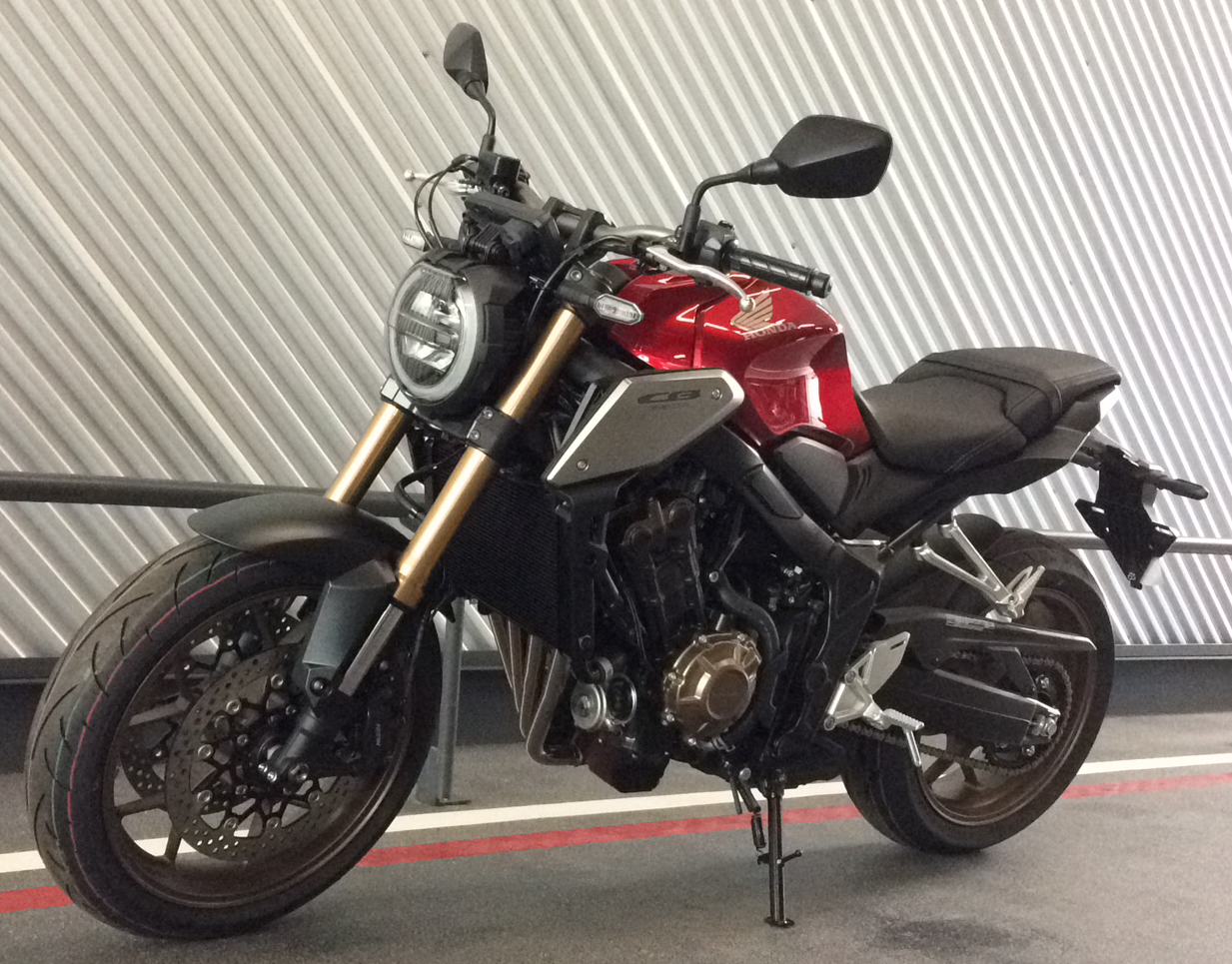
CB650R 2021

Presentata dapprima ad EICMA nel novembre 2018, nel 2019 viene introdotta la CB650R versione naked e la CBR650R con carenatura in stile Fireblade e doppi fari anteriori; il telaio è stato irrigidito ed è al contempo più leggero con una nuova geometria con struttura a diamante in acciaio, forcella anteriore Showa, ruote in alluminio con trama a raggi Y più leggere che hanno lo stesso aspetto di quelle della Fireblade, pinze dei freni anteriori radiali a 4 pistoncini con dischi forati flottanti da 320 mm, presa d'aria aggiornata sotto il faro anteriore e tubo di scarico e marmitta più grandi, rapporto di trasmissione accorciato, erogazione della curva di coppia più piatta, limitatore di giri innalzato, frizione antisaltellamento assistita, illuminazione a LED completa, cruscotto LCD con indicatore di marcia e luce di cambiata.
Annunciata a novembre 2020, nel corso del 2021 viene aggiornata, con l'adeguamento alla normativa sulle emissioni Euro 5, Honda ha modificato la mappatura della centralina, il profilo degli albero a camme e dell'albero motore, introducendo anche piccoli aggiornamenti stilistici tra cui un miglioramento della luminosità del cruscotto LCD, forcella anteriore Showa SFF-BP, nuova carenatura del codino, nuovo portatarga in alluminio, nuovo coperchio del basamento (ancora color bronzo), geometria ed ergonomia del manubrio riviste.
Nel novembre 2021 vengono riviste solo le grafiche e colorazioni degli adesivi e alcuni dettagli.